# El castell ambulant
El castell ambulant (ハウルの動く城, Hauru no Ugoku Shiro, lit: 'El castell que es mou d'en Howl') és una pel·lícula d'animació japonesa creada per l'Studio Ghibli i dirigida per Hayao Miyazaki, responsables també de Nausicaä de la Vall del Vent, Porco Rosso, La princesa Mononoke i El viatge de Chihiro. Està basada en la novel·la de Diana Wynne Jones, El castell ambulant.
És la vuitena producció dirigida per Hayao Miyazaki a l'Studio Ghibli. La pel·lícula narra la història de la Sophie, una jove que és víctima d'un malefici que l'envelleix i acaba al castell errant, on viu el mag Howl, on pretén refugiar-se argumentant que serà la nova dona de la neteja donat que tot està brut i desastrat.
Va esdevenir una de les pel·lícules amb èxit en la història del cinema del Japó. A més a més, va obtenir un premi al Festival Internacional de Cinema de Venècia, al Festival Internacional de Cinema de Catalunya i al d'Art del Japó, i també una nominació als Premis Òscar.
La pel·lícula fou doblada al català i emesa per primer cop en aquesta llengua el 18 d'agost de 2012 pel canal infantil Super 3. Posteriorment va ser reemesa per l'SX3.

## Argument
La Sophie és una noia de 18 anys que treballa en una botiga de barrets en una ciutat d'Europa. És força tímida, per això no li és fàcil socialitzar-se amb les seves altres companyes de feina, i tampoc no té amics. Tot d'una decideix visitar la seva germana, que té una cafeteria i és assetjada per dos soldats que estan de servei, ja que el continent es troba en guerra. De sobte, un misteriós jove apareix per rescatar-la. A la cafeteria, l'adverteixen de la presència d'un mag, en Howl, que roba l'ànima de les noies joves. Durant la nit, a l'hora de tancar la botiga, es troba sola i hi arriba una dona que es fa dir la Bruixa de l'Ermot, que fou testimoni del rescat de la Sophie, i deixa caure sobre la Sophie un terrible malefici. És aleshores que la Sophie decideix cercar ajuda al castell errant del mag Howl.

## Repartiment
A continuació es descriuen breument els personatges més destacats de la pel·lícula:
- Sophie Hatter (ソフィー・ハッター, Sofī Hattā): Noia de 18 anys que treballa en una barreteria (que era del seu pare). És víctima d'una maledicció que li fa tenir l'aparença d'una dona de 90 anys. De caràcter tímid i tancat, haurà d'enfrontar-se a si mateixa per a poder rompre el malefici que s'ha desencadenat sobre ella.
- Howl (ハウル, Hauru): L'amo i senyor del Castell ambulant. És un mag dotat d'un poder immesurable del qual es relaten diverses llegendes, entre elles, que es dedica a robar l'ànima de dones joves. D'aparença jove i energètica, rebutja la invitació del rei d'unir-se a la guerra, ja que viu amb despreocupació i sense objectius.
- Bruixa de l'Ermot (荒地の魔女, Arechi no Majo): Malvada bruixa que persegueix al mag Howl. Fou la bruixa de la Casa Reial de Kingsbury. Quan va ser expulsada fa cinquanta anys, elegí els Erms per a viure. És la responsable del malefici que turmenta a na Sophie. Ella té al seu seguici homes de fang
- Markl (マルクル, Marukuru): Jove deixeble de Howl. És orfe, i s'encarrega de rebre els visitants que arriben al castell per a veure al mag, o als enviats del rei que porten cartes d'invitació per a Howl
- Càlcifer (カルシファー, Karushifā): Dimoni de foc, encarregat de mantenir l'energia del Castell Ambulant. Irònic i bromista, promet ajudar a Sophie amb la condició que aquesta l'ajudi a ell.
- Cap de Nap (カブ, Kabu): Un espantaocells que sempre intenta ajudar a Sophie. Té cap de nap. En realitat, és el príncep Justin, de l'altre regne, que està encisat.
- Madame Sulimann (サリマン, Sariman): Embruixadora del regne, audita a Howl per saber la raó per la qual no ha volgut participar en la guerra. Freda i gentil, Madame Sulimann té la capacitat de retirar la màgia de qualsevol embruixador.

## Temes i arquetips
Mentre que a la novel·la es fa més ressò de l'afició d'en Howl per les dones i en la seva astúcia per cercar nous rivals, a la pel·lícula es dona més importància al fet que hi hagi una guerra per raons de pau. En aquest aspecte, la pel·lícula reflecteix una de les visions polítiques no només d'Hayao Miyazaki, sinó de l'Studio Ghibli en si. En una entrevista per a la revista estatunidenca Newsweek, Miyazaki va comentar: "És just el que fan els Estats Units amb la guerra de l'Iraq". L'impacte que va ocasionar-li a Miyazaki la guerra de l'Iraq apareix reflectit sovint a la pel·lícula.
La misogínia i el patriarcalisme masculí es veuen reflectits al començament mitjançant el personatge d'en Howl. La manera freda i egoista amb què fa servir la màgia i la fama d'emportar-se els cors de les noies joves i atractives per poder mantenir-se jove mostren com és possible superar aquests comportaments arcaics en derivació cap a la maduresa emocional i responsabilitat sobre els actes. El canvi de personalitat d'en Howl al final de la pel·lícula en són l'exemple.
La novel·la de Wynne Jones permet desenvolupar a Miyazaki la combinació d'una imatge de dona jove i fràgil amb la imatge d'una dona madura, segura i maternal que permet al personatge de la Sophie esdevenir el personatge clau de la pel·lícula. Com a personatge protagonista femení mostra al començament fragilitat i dependència cap a la resta del món, però la superació i l'ambició de ser independent a causa de la seva maledicció fan que el personatge canviï de mica en mica per esdevenir una persona més madura i segura d'ella mateixa.

## Producció

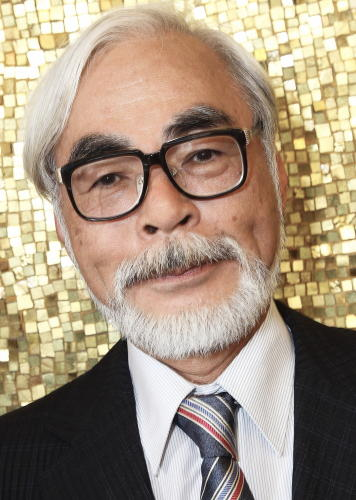
Hayao Miyazaki, el guionista i director de la pel·lícula.

Després de l'èxit notable de La Haru al regne dels gats, l'Studio Ghibli va iniciar una altra producció on el director fou un director diferent dels fundadors de l'estudi (Hayao Miyazaki i Isao Takahata). L'estudi va decidir fer una adaptació d'un llibre d'una escriptora europea per tornar a fer una pel·lícula ambientada al vell continent, l'última fou Porco Rosso el 1992. El director escollit fou Mamoru Hosoda, director de dues temporades i d'una pel·lícula de la sèrie Digimon i director de pel·lícules com La noia que saltava a través del temps o Summer Wars, que en un primer instant va decidir ser l'encarregat de la direcció. Tanmateix, per problemes d'agenda i creatius va decidir abandonar el projecte. Fou aleshores que Hayao Miyazaki va decidir reprendre la pel·lícula com a director, una pel·lícula que va aconseguir tenir 2.400 milions de iens (24 milions de dòlars) de pressupost.

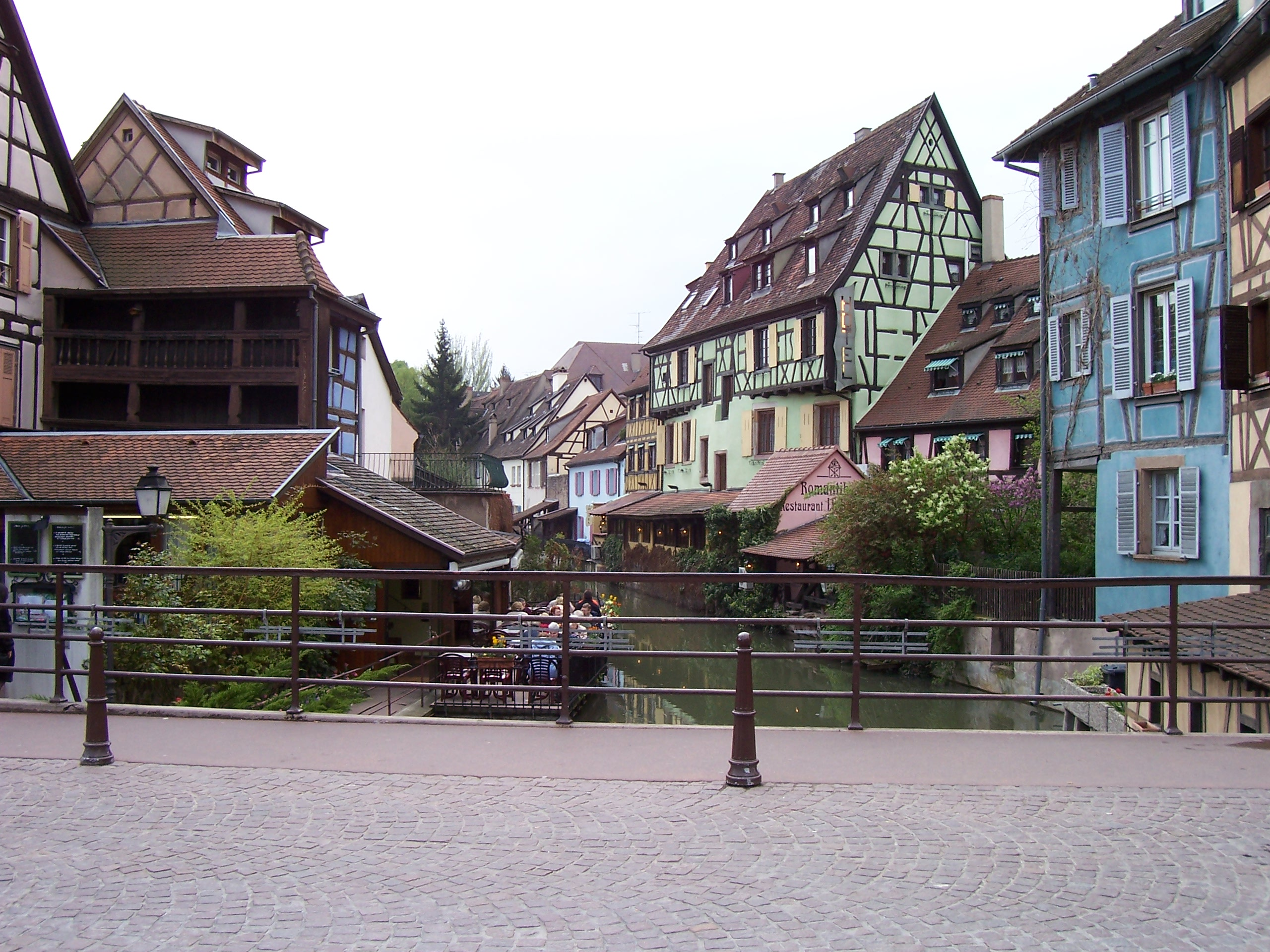
Barri de la Petite Venice a Colmar, Alsàcia, França, ciutat que va inspirar la pel·lícula.

Per a El castell ambulant, Miyazaki va inspirar-se en l'estètica del subgènere de ciència-ficció steampunk. Les màquines voladores utilitzades pels protagonistes en unes escenes de la pel·lícula són semblants a les aeroclettes dissenyades per l'artista francès Albert Robida el 1901. Miyazaki fa servir aquesta inspiració per desenvolupar originals tipus d'aeronaus com ja va fer en altres pel·lícules seves com Nausicaä de la Vall del Vent, El castell al cel o Porco Rosso. L'aviació és el tema preferit de Miyazaki i intenta reflectir-lo tant com pot a les seves obres. L'ús de l'animació tradicional continua essent la part important a la pel·lícula tot i que l'ús de l'ordinador va ser present per realitzar-la, assistint a l'animació tradicional (pintura, composició, ...) i per a crear infogràficament el moviment del castell.
L'autora va començar a crear la novel·la quan una malaltia greu li impedia fer una vida normal, i es va sentir molt més: una cosa semblant al que li passa a la protagonista de la pel·lícula, que de sobte un encanteri li fa tenir el físic d'una dona gran de noranta anys. La novel·la ens mostra una història que està ambientada en una nació europea durant la Primera Guerra Mundial, així com a la pel·lícula. Això no obstant, la pel·lícula difereix de la novel·la en molts aspectes.

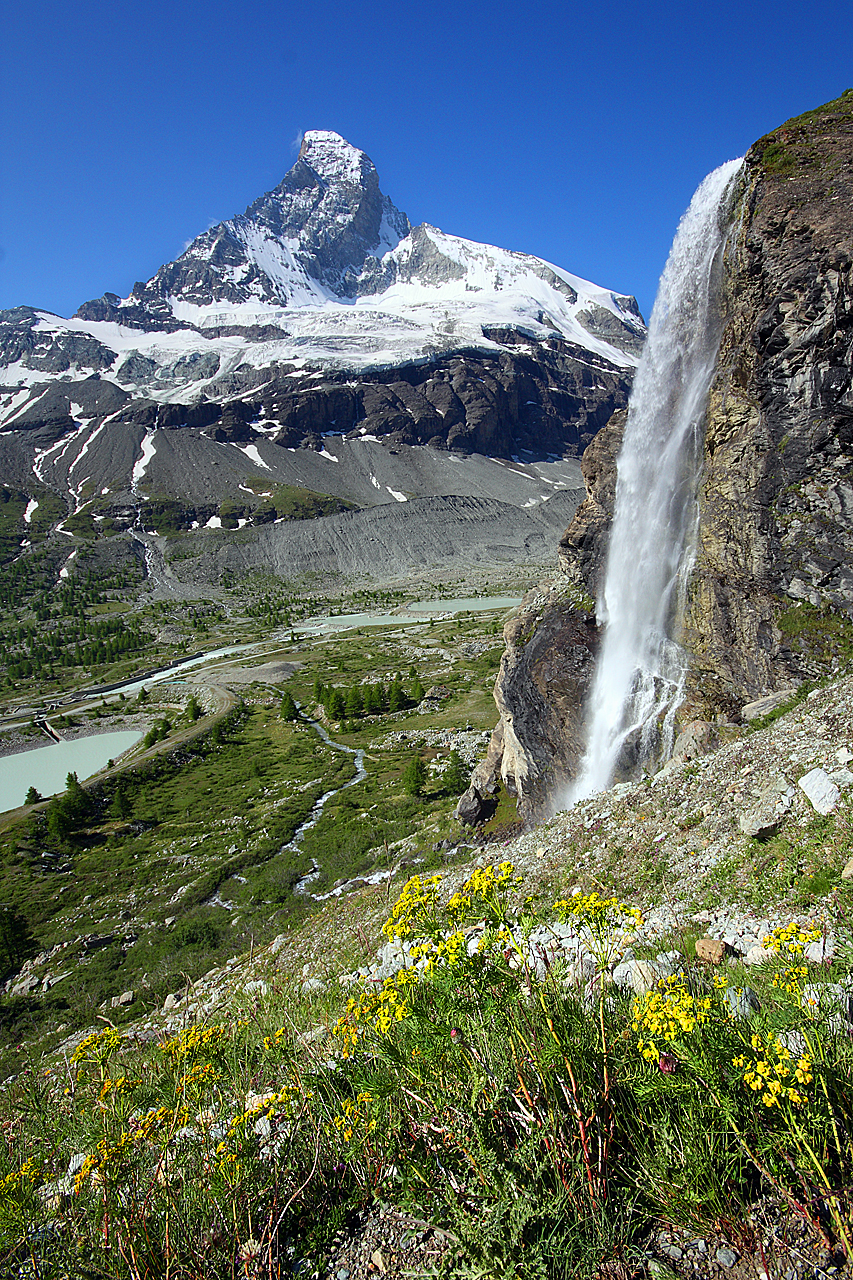
Monte Cervino, al cantó de Valais, Suïssa, lloc d'inspiració de la pel·lícula.

Miyazaki va decidir recrear la pel·lícula en una nació europea inexistent per evitar haver d'inspirar-se en només un país tot i que el director afirmà que la ciutat de la Sophie està inspirada en la ciutat francesa de Colmar, a l'Alsàcia, territori clau durant la Primera Guerra Mundial i que fou, juntament amb Lorena, els territoris que França i Alemanya varen disputar-se i que fou també clau en la Segona Guerra Mundial, i les zones verdes que ofereixen sensació de tranquil·litat estan inspirades també en els Alps Lepontins, als cantons de Valais, Ticino i Grisons, a Suïssa (país conegut per la seva política de neutralitat).
Diana Wynne Jones va reunir-se amb representants de l'Studio Ghibli per parlar sobre l'adaptació del llibre, però no va voler en cap moment involucrar-se en la producció de la pel·lícula. En acabar la producció, Hayao Miyazaki va viatjar a casa de Wynne Jones, al Regne Unit, l'estiu del 2004, per a oferir-li un passi privat de la pel·lícula acabada. Wynne Jones declarà:
| « | Realment vaig gaudir-ne, l'animació és una obra d'art i vaig divertir-me tant com quan vaig escriure el llibre. Això, certament, no és la meva feina, però fins a la meitat és una pel·lícula que realment s'endinsa dins el meu llibre, i en ret homenatge de la millor manera. Certament ja a la segona meitat de la pel·lícula, Miyazaki s'allunya notablement de la història que jo havia escrit, però en conserva l'essència. | » |

A causa de la complexitat i abstracció de la pel·lícula, quan el productor Toshio Suzuki va ser entrevistat sobre la seva visió personal va comentar: "Miyazaki sempre ha fet pel·lícules mitjançant la destrucció de la gramàtica del cinema. Cada vegada intenta fer quelcom de diferent i sabia que per aquesta pel·lícula seria força criticat. Tot i així, no era pas important per a ell. Sabia que faria alguna cosa més iconoclasta que els seus treballs anteriors. El que volia era fer una pel·lícula que fos commovedora per als espectadors d'avui dia. Ell, des del començament, estava preparat per fer front a tota crítica".

## Doblatge

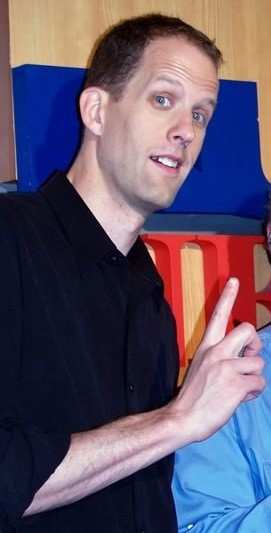
Pete Docter, director de Monsters, Inc i Up es va encarregar del doblatge a l'anglès.

Per al doblatge original, es va comptar amb la participació de l'actriu japonesa Chieko Baishō per al paper de Sophie tant de major com de jove. Baishō, que comptava amb 63 anys quan va realitzar el doblatge, va poder assemblar-se en tots dos papers a causa de la maduresa precoç de Sophie sent jove i a l'edat que obté amb el malefici. Baishō ja havia participat amb Studio Ghibli en una altra producció anterior, Records de l'ahir, on va posar veu a la cançó principal. Per al paper d'Howl es va comptar amb la participació de Takuya Kimura, un important actor i cantant que va aparèixer en la pel·lícula hongkonguesa 2046.
Per al doblatge al català. Es va realitzar el doblatge al català a Barcelona. El director de doblatge va ser Albert Trifol Segarra, prestigiós actor i director de doblatge. Trifol Segarra ja havia doblat abans en altres pel·lícules de Studio Ghibli com La tomba de les lluernes o El meu veí Totoro. El doblatge va comptar amb veus prestigioses com Núria Trifol, Hernan Fernández, Maria Josep Guasch o Teresa Manresa entre d'altres.
Walt Disney Company és l'encarregada de realitzar els doblatges a l'anglès de les pel·lícules de Studio Ghibli. John Lasseter, membre fundador de Pixar i director de pel·lícules com Toy Story o A Bug's Life volia encarregar de dirigir el doblatge l'anglès perquè volia assegurar-se que es feia un doblatge digne de la pel·lícula. Per falta de temps, va decidir delegar aquesta responsabilitat a Pete Docter, un altre membre de Pixar i en Rick Dempsey com codirector de doblatge, quedant-se com a productor executiu. Per al doblatge es va comptar amb la participació d'actors de prestigi com Lauren Bacall, Jean Simmons, Christian Bale, Blythe Danner, Josh Hutcherson o Billy Crystal.
A continuació es mostra una taula on apareixen els doblatges descrits anteriorment.
| Personatge           | Japonès          | Català             | Anglès          |
| -------------------- | ---------------- | ------------------ | --------------- |
| Sophie (jove)        | Chieko Baishō    | Núria Trifol       | Emily Mortimer  |
| Howl                 | Takuya Kimura    | Hernan Fernández   | Christian Bale  |
| Sophie (anciana)     | Chieko Baishō    | Teresa Manresa     | Jean Simmons    |
| Bruixa de l'Ermot    | Akihiro Miwa     | Maria Josep Guasch | Lauren Bacall   |
| Càlcifer             | Tatsuya Gashūin  | Daniel Albiac      | Billy Crystal   |
| Madame Sulimann      | Haruko Katō      | Lourdes López      | Blythe Danner   |
| Marco                | Ryunosuke Kamiki | Núria Domènech     | Josh Hutcherson |
| Honey                | Mayuno Yasokawa  | Carme Calvell      | Mari Devon      |
| Lettie               | Yayoi Kazuki     | Lara Ullod         | Jena Malone     |
| Príncep Justin Navet | Yō Ōizumi        | Jordi Salas        | Crispin Freeman |

- Estudi per al doblatge al català: Soundub, Barcelona.[12]

## Banda sonora

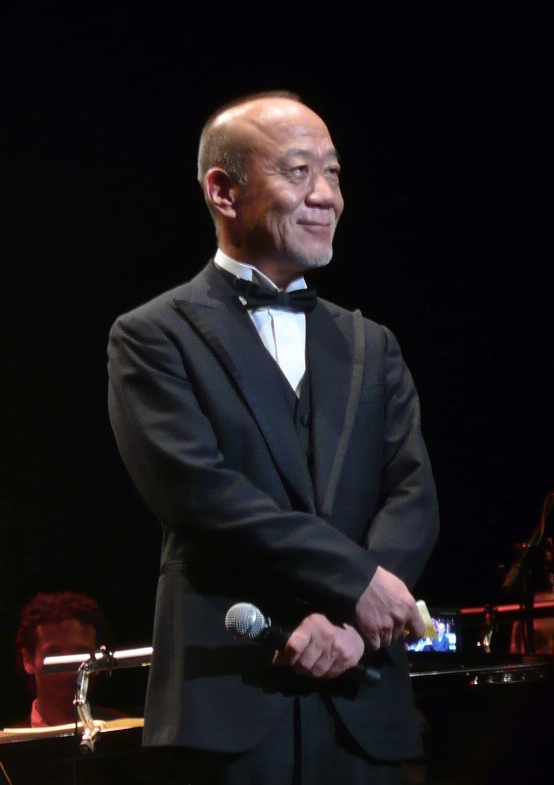
Joe Hisaishi.

La banda sonora va anar a càrrec de Joe Hisaishi que ha fet, fins ara, les bandes sonores de les pel·lícules dirigides per Hayao Miyazaki dins el Studio Ghibli com La princesa Mononoke o El viatge de Chihiro. Hisaishi realitzar la banda sonora inspirant-se en els valsos de l'època del Romanticisme, en música popular com el Schottisch, ball típic de Suïssa i en compositors romàntics com Frédéric Chopin o Richard Wagner. La banda sonora va sortir per primera vegada al mercat japonès el 19 de novembre de 2004 per Tokuma. Hisaishi i Youmi Kimura també van compondre Howl's Moving Castle CD Maxi-Single, un disc amb senzills per ràdio que es va publicar l'octubre de 2004; on s'inclou el tema central de la pel·lícula ("The Merry-Go-Round of Life"), cantat per Chieko Baishō, la versió karaoke del tema central, i versió instrumental de piano. Més tard, Hisaishi crearia la simfonia de El castell ambulant, l'àlbum sortiria publicat el gener del 2005 amb arranjaments i majors peces que la banda sonora original.
A continuació es mostra una taula on es detalla la banda sonora:
| Ordre | Títol de la cançó                                            | Durada    |
| ----- | ------------------------------------------------------------ | --------- |
| 01    | Opening: The Merry-go-round of Life                          | 2:34 min. |
| 02    | The Courageous Cavalry                                       | 0:51 min. |
| 03    | Stroll Through the Sky                                       | 2:15 min. |
| 04    | Heart Aflutter                                               | 0:20 min. |
| 05    | The Witch of the Waste                                       | 0:59 min. |
| 06    | Wandering Sophie                                             | 4:20 min. |
| 07    | The Magical Door                                             | 5:27 min. |
| 08    | The Indelible Curse                                          | 0:45 min. |
| 09    | Spring Cleaning                                              | 1:22 min. |
| 10    | To the Lake of Stars                                         | 4:13 min. |
| 11    | Quiet Feelings                                               | 0:28 min. |
| 12    | In the Rain                                                  | 1:28 min. |
| 13    | Vanity and Friendship                                        | 3:58 min. |
| 14    | A 90 Year Old Young Girl                                     | 1:01 min. |
| 15    | Sulliman's Magic Square: Return to the Castle                | 5:23 min. |
| 16    | The Secret Cave                                              | 2:34 min. |
| 17    | Moving                                                       | 3:05 min. |
| 18    | The Flower Garden                                            | 2:58 min. |
| 19    | 'Run!                                                        | 0:57 min. |
| 20    | Now That's Love                                              | 1:12 min. |
| 21    | Family                                                       | 1:24 min. |
| 22    | Love of War                                                  | 2:56 min. |
| 23    | Escape                                                       | 1:33 min. |
| 24    | Sophie's Castle                                              | 2:39 min. |
| 25    | The Boy Who Drank Stars                                      | 7:30 min. |
| 26    | Ending: The Promise of the World: The Merry-go-round of Life | 6:51 min. |

## Recepció

### Crítica

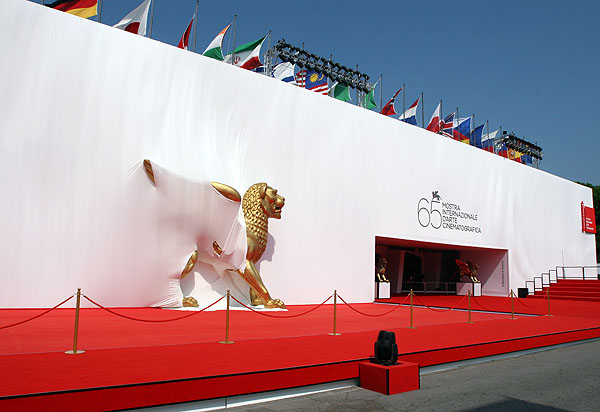
La pel·lícula va obtenir el Premi Osella al Festival de Cinema de Venècia.

El castell ambulant es va estrenar al Festival Internacional de Cinema de Venècia el setembre del 2004, la pel·lícula va ser presentada juntament amb el seu director Hayao Miyazaki i el productor Toshio Suzuki i va obtenir una excel·lent recepció. El film va obtenir el premi Osella als millors efectes tècnics, va tenir una menció especial per part del públic i va estar nominada al Lleó d'Or. La pel·lícula també va ser presentada al desembre d'aquest mateix any al Festival Internacional de Cinema de Catalunya on va tenir una calorosa acollida i ovació per part del públic que el va portar a obtenir el Premi del Públic a Millor Pel·lícula.
Les crítiques per parts d'experts van tenir molt bona acollida. A data del mes de desembre del 2012, la prestigiosa pàgina web de crítiques de cinema Rotten Tomatoes va aprovar la pel·lícula amb un 86% de suport, basat en 147 crítiques d'experts, certificant.la d'"Aprovada". El diari estatunidenc USA Today va lloar la capacitat de la pel·lícula de barrejar "el món de fantasia dels nens amb la sofisticació de les emocions i els sentiments". La revista espanyola de cinema La Butaca qualificar el film d'"una pel·lícula animosa en què es barreja la seva desbordant fantasia amb la realitat". Igual altres mitjans espanyols com El País van comentar sobre la pel·lícula: Prolixa i inspirada versió d'una novel·la (...) té moments de supèrbia, majestuosa, inspiració; o el crític de cinema Antonio C. Martínez, de la revista de cinema Cinemanía, va dir: Enlluernadora, màgic i genial viatge animat. L'aclamat crític de cinema Roger Ebert va dir que El castell ambulant és "una magnífica obra mestra que és un cant a la vida" i que la pel·lícula és "una gran càrrega de força animada". Sight & Sound, la revista oficial de l'Institut britànic de cinema la va incloure en la llista de les seves millors pel·lícules de l'any 2005 sent l'única pel·lícula d'animació a estar en aquesta llista. La pel·lícula va aconseguir obtenir una candidatura als Premis Óscar en la categoria de Millor Pel·lícula d'Animació.

### Distribució
Al seu país natal, Japó, la pel·lícula es va estrenar en cinemes dos mesos després de la seva estrena al Festival Internacional de Cinema de Venècia, el 20 de novembre del 2004 tenint un èxit increïble situant-se en la primera posició de la taquilla japonesa. La pel·lícula va aconseguir recaptar en el seu primer cap de setmana ¥ 1,444,469,305 i aconseguint un total de més de 14 milions d'espectadors només al Japó. En l'àmbit internacional la pel·lícula va aconseguir obtenir 231.711.096 de dòlars convertint-se en una de les pel·lícules japoneses amb més èxit financer de la història. Es va convertir en una de les pel·lícules més taquilleres de la història del cinema al Japó juntament amb El viatge de Chihiro també dirigida per Hayao Miyazaki i l'Studio Ghibli.
A causa del seu èxit tant en festivals de cinema com a taquilla la pel·lícula no va trigar gaire a ser distribuïda a escala internacional. Als Estats Units i el Canadà es va estrenar en cinemes de manera limitada el 10 de juny del 2005. El film va ser doblat a l'anglès i va comptar en la direcció del doblatge amb el director Pete Docter, membre de l'estudi Pixar i director de pel·lícules com Monsters, Inc. o Up, i John Lasseter, membre fundador de Pixar i actualment director creatiu de Disney, com a productor executiu, i va tenir la participació, en les veus de doblatge, d'actors de prestigi de Hollywood com la reconeguda actriu estatunidenca Lauren Bacall, guanyadora d'un premi Tony, un Globus d'Or i un Oscar, entre d'altres. A Iberoamèrica, la pel·lícula va ser estrenada amb rapidesa, al Brasil es va estrenar de forma limitada el 15 de juliol del 2005 mentre que a Mèxic es va estrenar el 15 d'agost del 2005 i al Perú i Colòmbia es va estrenar a finals d'aquest mateix any tot i que en Argentina la pel·lícula no va veure la llum fins al febrer del 2006.
A Europa, a causa de la popularitat i les crítiques que va obtenir al Festival Internacional de Cinema de Venècia es va estrenar amb molta rapidesa. França i Suïssa es van convertir en els primers països a estrenar la pel·lícula fora del continent asiàtic, es va estrenar 12 de gener del 2005 al país gal i un dia després al país helvètic. La pel·lícula en cinemes francesos va aconseguir ser número u de la taquilla francesa i obtenir 1.738.737 d'euros en el seu primer cap de setmana d'estrena, sent una de les pel·lícules més rendibles de l'Studio Ghibli al país gal. A Bèlgica, la pel·lícula va ser estrenada a finals de març de 2005 mentre que a Alemanya, Països Baixos, Croàcia i Àustria s'estrenava l'agost d'aquest mateix any. En països angloparlants com el Regne Unit, Austràlia i Irlanda es van estrenar al setembre i octubre respectivament mentre que a Noruega, Portugal i Grècia es van estrenar a l'octubre i novembre de 2005. A Espanya, El castell ambulant va ser estrenat el 3 març 2006 tenint un notable acolliment en taquilla convertint-se en el tercer millor estrena de l'Studio Ghibli a Espanya només per darrere de El viatge de Chihiro i La princesa Mononoke.

## Premis i nominacions
El castell ambulant va rebre un total de 31 nominacions a diferents premis i reconeixements guanyant 15 d'ells entre els quals hi ha el Premi Osella pels Millors Efectes Tècnics en el prestigiós Festival Internacional de Cinema de Venècia, el Premi Excel·lència d'Animació que atorga el Festival d'Art del Japó sent la cinquena producció de l'Studio Ghibli a rebre'l després de La princesa Mononoke, Els meus veïns els Yamada, El viatge de Chihiro i La Haru al regne dels gats, i el Premi del Públic a Millor Pel·lícula al Festival Internacional de Cinema de Catalunya entre altres premis.
Entre les nominacions més destacades hi ha el Premi Oscar a la Millor Pel·lícula d'Animació el qual estava nominat juntament amb La núvia cadàver i Wallace & Gromit: La maledicció de les verdures perdent davant aquesta última, el Lleó d'Or a Millor Pel·lícula al Festival Internacional de Cinema de Venècia sent una de les poques pel·lícules d'animació a ser candidates a aquest premi, el premi a Millor Pel·lícula que atorga el Festival Internacional de Cinema de Catalunya, i el Premi Annie a Millor Pel·lícula entre d'altres.
A continuació es mostra una llista dels premis obtinguts d'El castell ambulant així com els premis en què el film va estar nominat.

### Obtinguts
- Festival Internacional de Cinema de Venècia: Premi Osella pels Millors Efectes Tècnics. (2004)
- Festival Internacional de Cinema de Venècia: Menció especial. (2004)
- Festival Internacional de Cinema de Catalunya: Premi del Públic a Millor Pel·lícula. (2004)
- Festival d'Art del Japó: Premi Excel·lència d'Animació. (2004)
- Premi de Cinema Mainichi: Millor Pel·lícula Japonesa. (2005)
- Festival Internacional d'Anime de Tòquio: Animació de l'any. (2005)
- Premis Tòquio Anime: Millor Director, Hayao Miyazaki. (2005)
- Premis Tòquio Anime: Millor Actriu de Doblatge, Chieko Baishō. (2005)
- Premis Tòquio Anime: Millor Banda Sonora, Joe Hisaishi. (2005)
- Festival de Cinema de Mawi: Premi del Públic. (2005)
- Festival Internacional de Cinema de Seattle: Premi Golden Space Needle. (2005)
- Festival de Cinema de Hollywood: Animació de l'any. (2005)
- Premis de l'Associació de Crítics de Los Angeles: Premi LAFCA a la Millor Banda Sonora. (2005)
- Premis del Cercle de Crítics de Nova York: Millor Pel·lícula d'Animació. (2005)
- Premis de la Societat de Crítics de Sant Diego: Millor Pel·lícula d'Animació. (2005)
- Societat d'Escriptors estatunidencs de Ciència-ficció i Fantasia: Millor Guió, Hayao Miyazaki. (2007)

### Nominats
- Festival Internacional de Cinema de Venècia: Lleó d'Or a Millor Pel·lícula. (2004)
- Festival Internacional de Cinema de Catalunya: Millor Pel·lícula. (2004)
- Premis Oscar: Millor Pel·lícula d'Animació. (2005)
- Premis Satellite: Millor Pel·lícula d'Animació. (2005)
- Premis de l'Acadèmia de Cinema de Ciència-ficció, Terror i Fantàstic: Millor Pel·lícula. (2006)
- Premis Annie: Millor Pel·lícula d'Animació. (2006)
- Premis Annie: Millor Director de Cinema d'Animació, Hayao Miyazaki. (2006)
- Premis Annie: Millor Guió d'Animació, Hayao Miyazaki. (2006)
- Premis de l'Associació de Mitjans de Comunicació de Crítics de Cinema: Millor Pel·lícula d'Animació. (2006)
- Festival de Cinema Asiàtic de Hong Kong: Millor Pel·lícula Asiàtica. (2006)
- Sindicat Nacional de Periodistes d'Itàlia: Millor Director, Hayao Miyazaki. (2006)
- Sindicat Nacional de Periodistes d'Itàlia: Millor Pel·lícula Estrangera. (2006)
- Editors de So de Llargmetratges: Millor Edició de So. (2006)
- Premis de la Societat de Crítics de Cinema a la Xarxa: Millor Pel·lícula d'Animació. (2006)
- Premis dels Joves Artistes: Millor Pel·lícula Familiar - Animació. (2006)